# Odwzorowanie azymutalne równoodległościowe
Odwzorowanie azymutalne równoodległościowe (odwzorowanie proste Postela) – odwzorowanie azymutalne, w którym pewna grupa linii tworzących pewną rodzinę na powierzchni oryginału odtwarza się na płaszczyźnie w postaci pewnych linii zachowujących długości. Ta właściwość jest cenna dla niektórych map specjalnych, na przykład dla map łączności radiowych i innych.
Przykład odwzorowania azymutalnego równoodległościowego można znaleźć na fladze ONZ.
Odwzorowanie przypomina również model Ziemi używany przez współczesnych zwolenników teorii płaskiej Ziemi.